# Ахиллеида (Стаций)
«Ахиллеи́да» — неоконченная поэма Стация в 1127 дактилических гекзаметрах, составляющих первую книгу и отрывок второй. Поэма повествует о молодости Ахиллеса. Предисловие сообщает, что поэма расскажет о жизни Ахиллеса от рождения до смерти, включая Троянскую войну, однако текст доходит лишь до того момента, когда Ахиллес присоединяется к походу греков. Описаны жизнь Ахиллеса с кентавром Хироном; попытка матери скрыть его на острове Скирос, переодев в женскую одежду.

## Создание
Поэма датируется между 94 и 95 г. н. э. Причиной того, что поэма не закончена, предположительно стала смерть Стация. На создание поэмы Стация вдохновила поэма Гомера «Илиада».

## Сюжет

### 1 книга
Поэма открывается обращением к Аполлону и музам, дабы те помогли поэту довести поэму до конца жизни Ахиллеса. Далее следует благодарность Домициану. Фетида узнаёт, что её сын Ахиллес должен погибнуть. Она просит Нептуна потопить троянский флот, несущий Париса и Елену Прекрасную, но Нептун говорит, что война предначертана судьбой. Тогда Фетида идёт к Хирону и забирает Ахиллеса, чтобы спрятать его. Фетида одевает Ахиллеса в женскую одежду и представляет его царю Скироса Ликомеду. Ахиллес танцует на празднике Минервы и влюбляется в Деидамию. Пророк Фестор в трансе видит, что Ахиллес находится на Скиросе, и Улисс отправляется за ним. Улисс представляется Ликомеду и предлагает женские украшения или оружие как дары. Ахиллеса привлекает оружие и его обман раскрывается. В это время Деидамия предсказывает Ахиллесу будущее.

### 2 книга
Ахиллес отправляется с Улиссом. Улисс рассказывает о том, что Парис похитил Елену Прекрасную, а Ахиллес рассказывает Улиссу о своей юности. С концом рассказа Ахиллеса завершается и неоконченная поэма.

## Критика
Поэма получила гораздо большее одобрение по сравнению с «Фиваидой» Стация. Сравнивая две поэмы, многие учёные находят значительные различия между серьёзной, «иллиадической» «Фиваидой» и игривой, «овидиеподобной» «Ахиллеидой». Некоторые историки считают «Ахиллеиду» попыткой Стация создать новый вид эпической поэмы в противовес Вергилию. Другие отметили значение женских эмоций и характеристик в поэме.